# Modelo Comilla
El Modelo Comilla fue un programa de desarrollo rural lanzado en 1959 por la Academia Pakistaní para el Desarrollo Rural (renombrada en 1971 como Bangladesh Academy for Rural Development).
La academia, localizada en el Distrito de Comilla fue fundada por Akhter Hameed Khan, pionero cooperativo responsable del desarrollo del programa.